# Marcepania daifuku
Marcepania daifuku – gatunek chrząszcza z rodziny kusakowatych i podrodziny balinków. Endemit Tajlandii.

## Taksonomia
Gatunek ten opisany został po raz pierwszy w 2020 roku przez Pawła Jałoszyńskiego na łamach „Zootaxa”. Jako lokalizację typową wskazano Park leśny Na Muang w Nam Tok na tajlandzkiej wyspie Ko Samui. Epitet gatunkowy nadano od daifuku, japońskiego wyrobu cukierniczego, co stanowi nawiązanie do pochodzącej od marcepanu nazwy rodzajowej.

## Morfologia
Chrząszcz o ciele długości około 0,8 mm, wydłużonym, smukłym i przeciętnie wysklepionym. Oskórek jest jasnobrązowy, porośnięty żółtawymi szczecinkami.
Głowa ma na czole i ciemieniu gęsto rozmieszczone, drobne, słabo dostrzegalne punkty. U samca oczy są duże, słabo wypukłe, nerkowate, zbudowane z grubych fasetek. Średnio długie czułki mają silnie wydłużone trzonek i nóżkę, a człon ostatni 1,6 raza dłuższy niż szerszy i na szczycie ścięty.
Niemal półowalne, najszersze tuż za środkiem przedplecze ma bardzo gęste, niewyraźne, drobne i płytkie punktowanie, nadające jego powierzchni matowy wygląd. Boczne jego brzegi są na całej długości mocno i niemal równomiernie zaokrąglone, kąty tylne prawie proste, a tylny brzeg płytko dwufalisty. Kształt przedplecza jest bardziej poprzeczny niż u podobnej samczymi genitaliami M. elongata. Owalne, na szczytach osobno szeroko zaokrąglone pokrywy największą szerokość osiągają w okolicy przedniej ćwiartki, a punktowanie mają nieznacznie wyraźniejsze niż na przedpleczu i miejscami układające się w nieregularne szeregi podłużne. Odnóża są krótkie i grube.
Osiągający niespełna 0,1 mm długości, tęgi edeagus ma zwieńczone pojedynczą, krótką szczecinką paramery w przybliżeniu tak długie jak płat środkowy, który to w widoku brzusznym jest gruszkowaty i szeroko na szczycie zaokrąglony. W endofallusie występuje para podłużnych, słabo wyodrębnionych od otoczenia struktur.

## Rozprzestrzenienie
Owad orientalny, endemiczny dla Tajlandii, znany tylko z lokalizacji typowej. Spotykany na wysokości 30 m n.p.m.